# Дан сећања на жртве холокауста, геноцида и других жртава фашизма у Другом светском рату
Дан сећања на жртве холокауста, геноцида и других жртава фашизма у Другом светском рату јесте државни празник, односно дан сећања, који се обележава у Србији сваке године, 22. априла. Посвећен је сећању на Србе, али и Роме и Јевреје, који су страдали у масовним злочинима током Другог светског рата у Независној Држави Хрватској и у окупираној Југославији.
Тај датум је свесно изабран зато што су у ноћи између 21. и 22. априла 1945. године две групе са више од 1000 логораша покушале да се пробију из усташког концентрационог логора Јасеновац. Спасило се само њих 91.
Средином априла 1945. године, усташе су почеле да се припремају за напуштање логора, укључујући и ликвидацију затвореника. Око 600 од укупно 1073 још увек живих логораша напало је усташку стражу и кренуло у пробој који је преживело само њих 91. Преостала 473 логораша, који због немоћи и болести нису учествовали у пробоју, убијено је и спаљено заједно са логорским објектима. Истог дана, извршен је пробој логораша Кожаре, радног дела логора у самом месту Јасеновац. Од 167 логораша, 11 је преживело. Партизани су у логор ушли тек почетком маја 1945.
Жртве су погинуле већином у концентрационим логорима, у масакрима, масовним убиствима, смакнућима, рацијама и прогонима, поготово од стране усташа и нациста, као и квислиншких формација, укључујући муслиманску СС Ханџар-дивизија и албанску СС дивизију Скендербег.
НДХ је у једном надмашила нацисте — била је једина држава која је имала посебне логоре за децу (логори Сисак, Јастребарско и Горња Ријека).
Број жртава је увек био предмет политичких расправа и сукоба. Према Меморијалном музеју холокауста Сједињених Америчких Држава, побијено је између 1941. и 1945. године, само у НДХ, око 320.000—340.000 Срба и 30.000 Јевреја. Према израелском Јад Вашему, убијено је 500.000 Срба, протерано 250.000, а 200.000 је покатоличено док је убијено 90.000 Рома и 30.000 Јевреја. Према америчком Институту за истраживања Јасеновца, усташе су однеле око 600.000 српских живота. Други извори су извештавали о доста нижем или већем броју жртава.
Уз бројна догађања у целој земљи, између осталог, оставља се венац на свим споменицима. Пошту жртвама одају широм Србије и Републике Српске представници Владе Србије и Републике Српске, Војске Србије, СУБНОР-а, преживели заточеници логора, чланови удружења породица пострадалих и њихових поштовалаца и Удружења за неговање традиција ослободилачких ратова као и бројни грађани. Пошту жртвама одају и представници Савеза јеврејских општина Србије и Савета Ромске националне мањине, али и дипломатски представници државе Израел, Немачке и других земаља у Србији.
У Доњој Градини, код Козарске Дубице, и у логору Јасеновац, где се одржава комеморације и парастос жртвама усташког геноцида, присуствују већином највиши званичници Србије, Републике Српске и Хрватске.